# Kloster Neamț

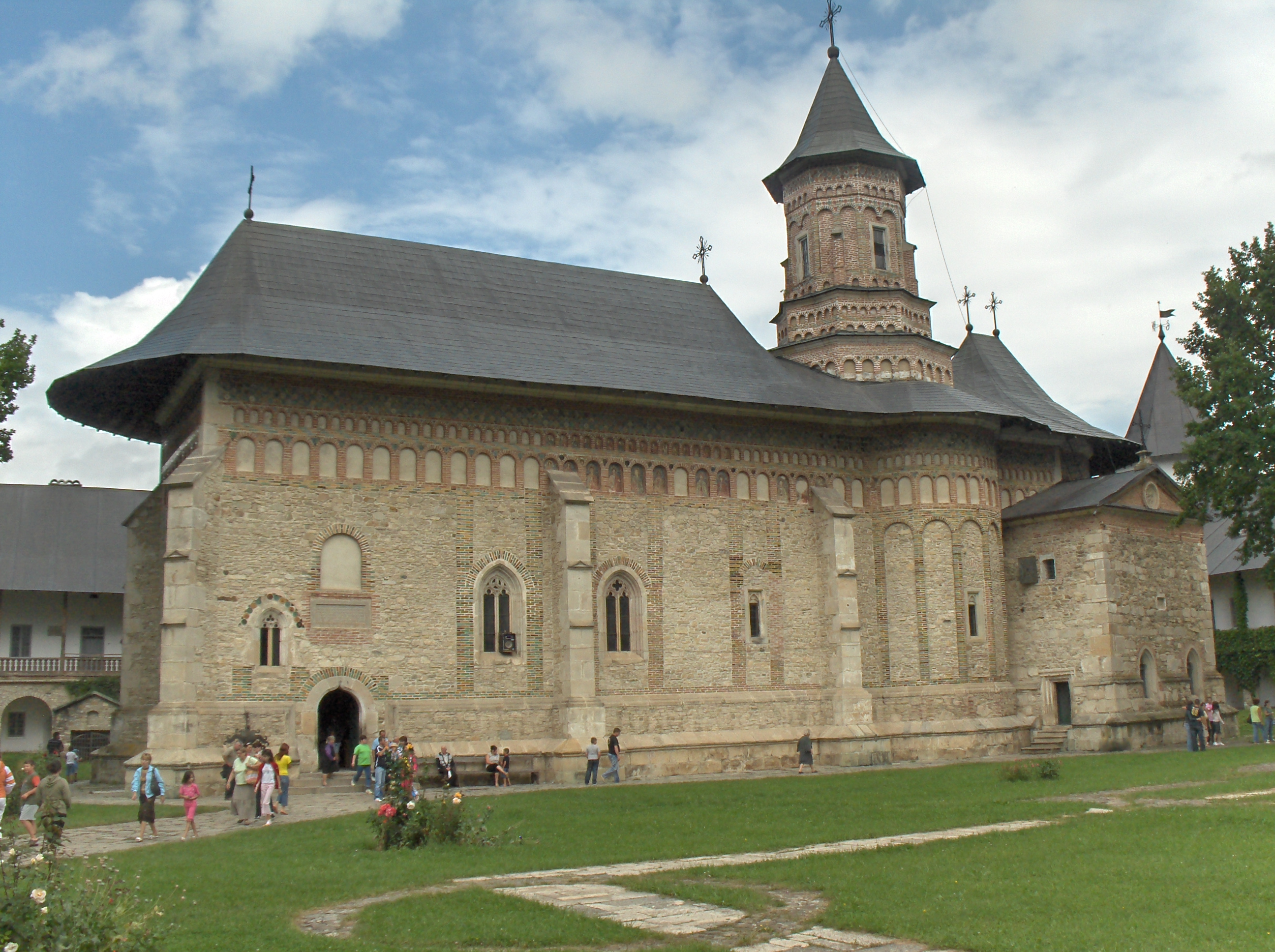
Klosterkirche

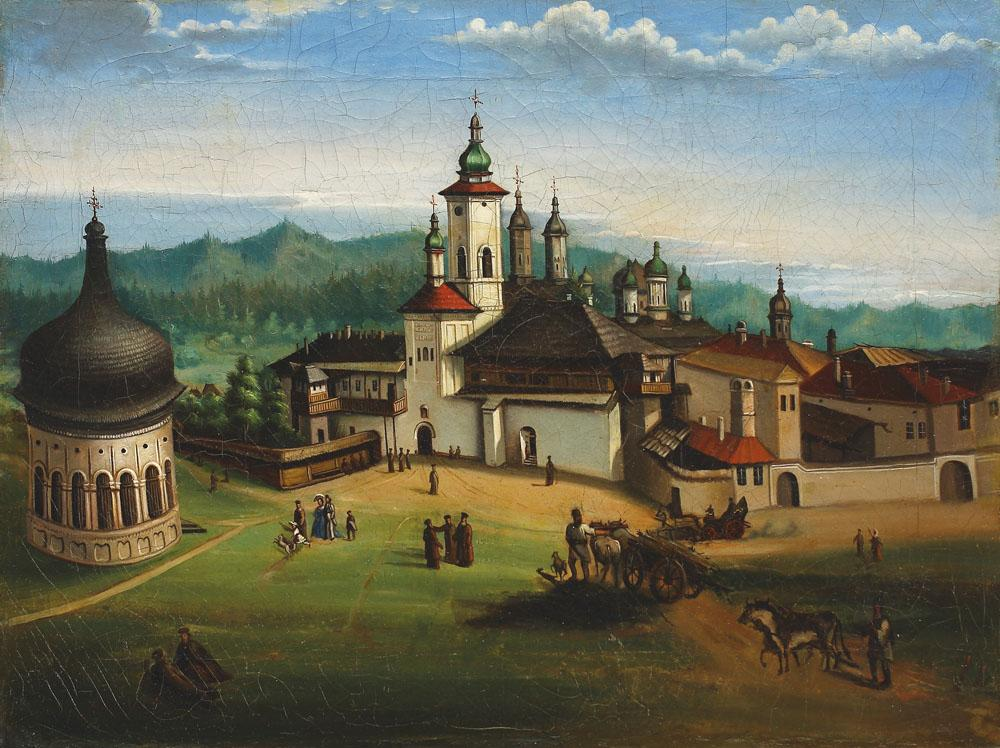
Kloster Neamț im 19. Jahrhundert

Das Kloster Neamț (rumänisch Mănăstirea Neamț) ist ein rumänisch-orthodoxes Männerkloster und liegt in der Westmoldau im Nordosten Rumäniens, 10 km westlich von Târgu Neamț im Kreis Neamț.

## Geschichte
Das Kloster wurde zu Zeiten von Fürst Petru Mușat (1371–1375) gegründet. Später unter Alexandru cel Bun erfolgte eine Instandsetzung. Die heutige Klosterkirche ließ Stefan der Große erbauen. Sie wurde 1497 fertiggestellt, als die moldauische Armee eine Schlacht gegen den polnischen König Johann I. Albrecht gewonnen hatte.
In der Blütezeit war das Kloster ein bedeutendes Kulturzentrum mit Schulen für Miniaturmalerei und Kalligrafien. Einige gut erhaltene Stücke sind noch im klostereigenen Museum zu sehen. Die Klosterbibliothek besitzt darüber hinaus viele seltene Bücher. Darunter sind einige Erstausgaben innerhalb Rumäniens.

## Bildergalerie

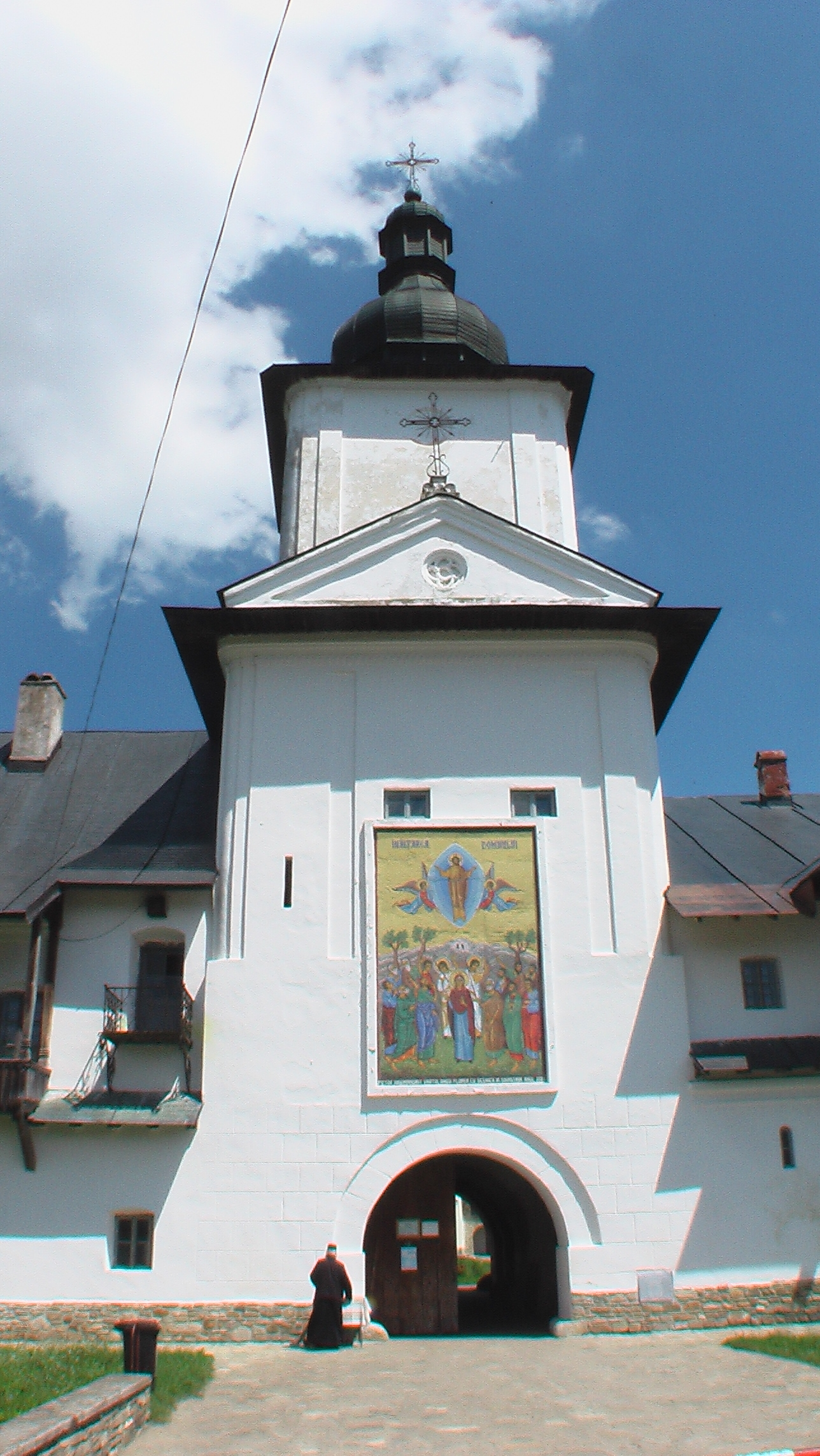
Ansicht 2012
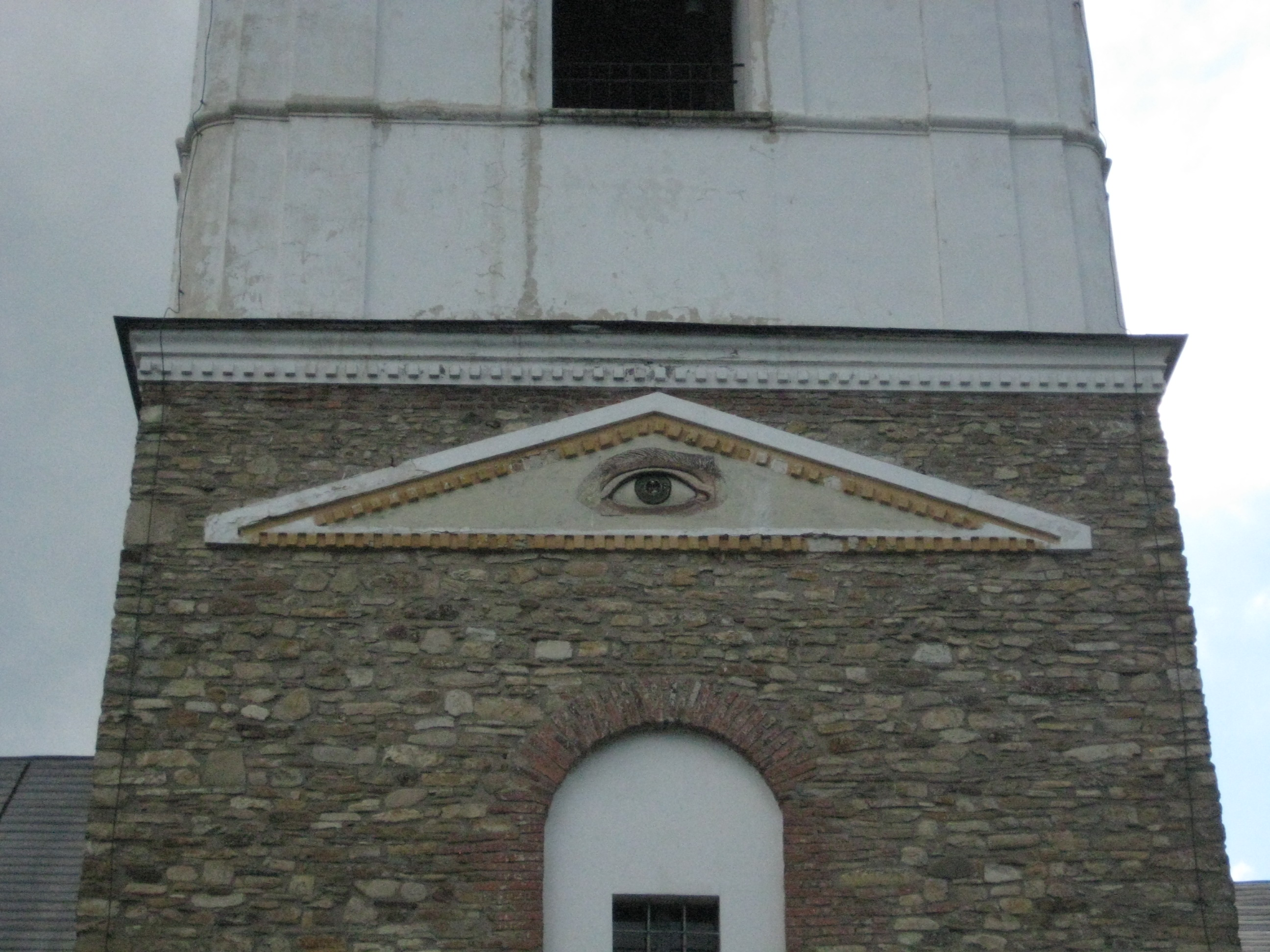
„Das Auge Gottes“ auf der Innenseite des Turms oberhalb des Eingangstores
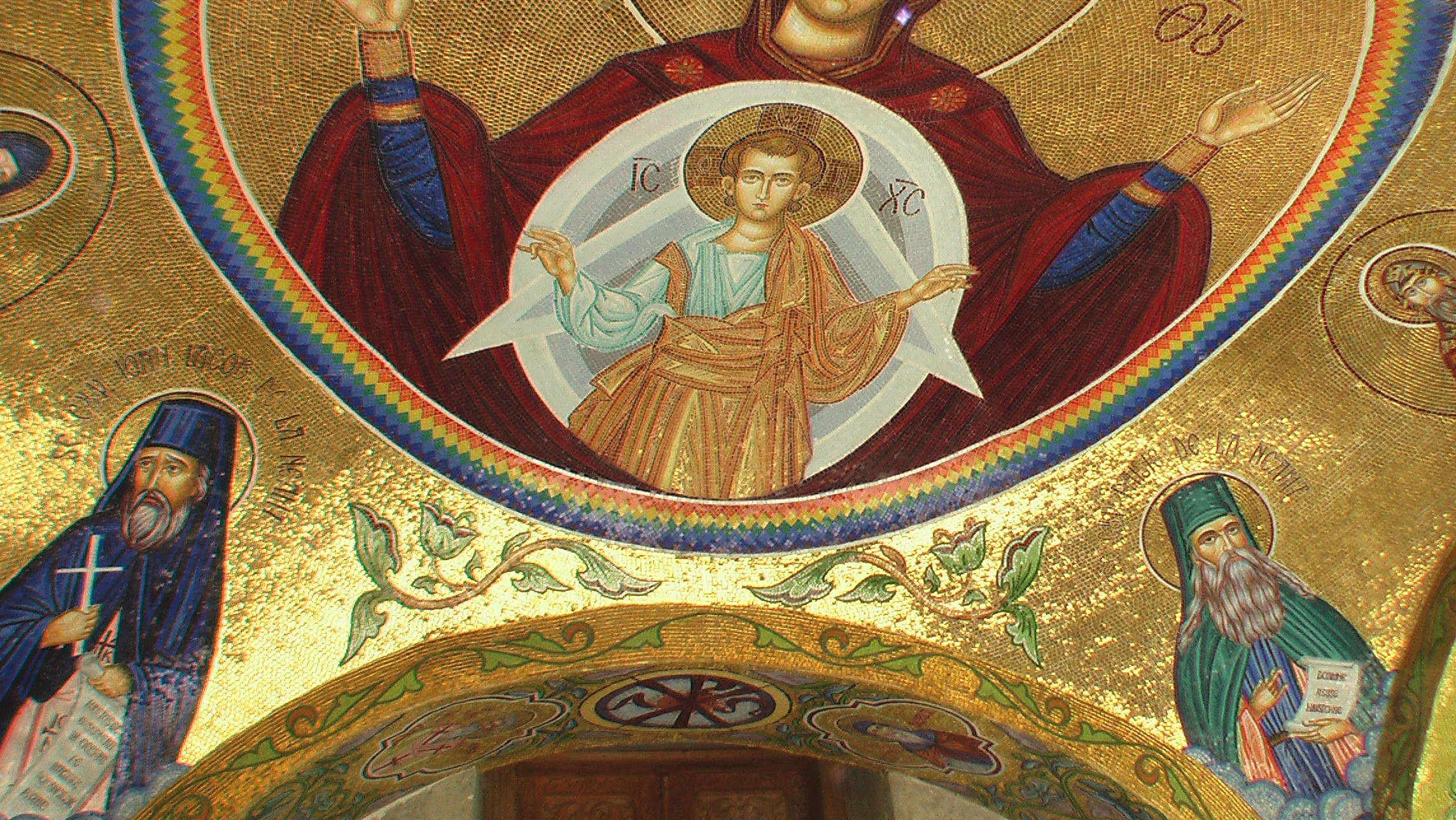
Ansicht 2012
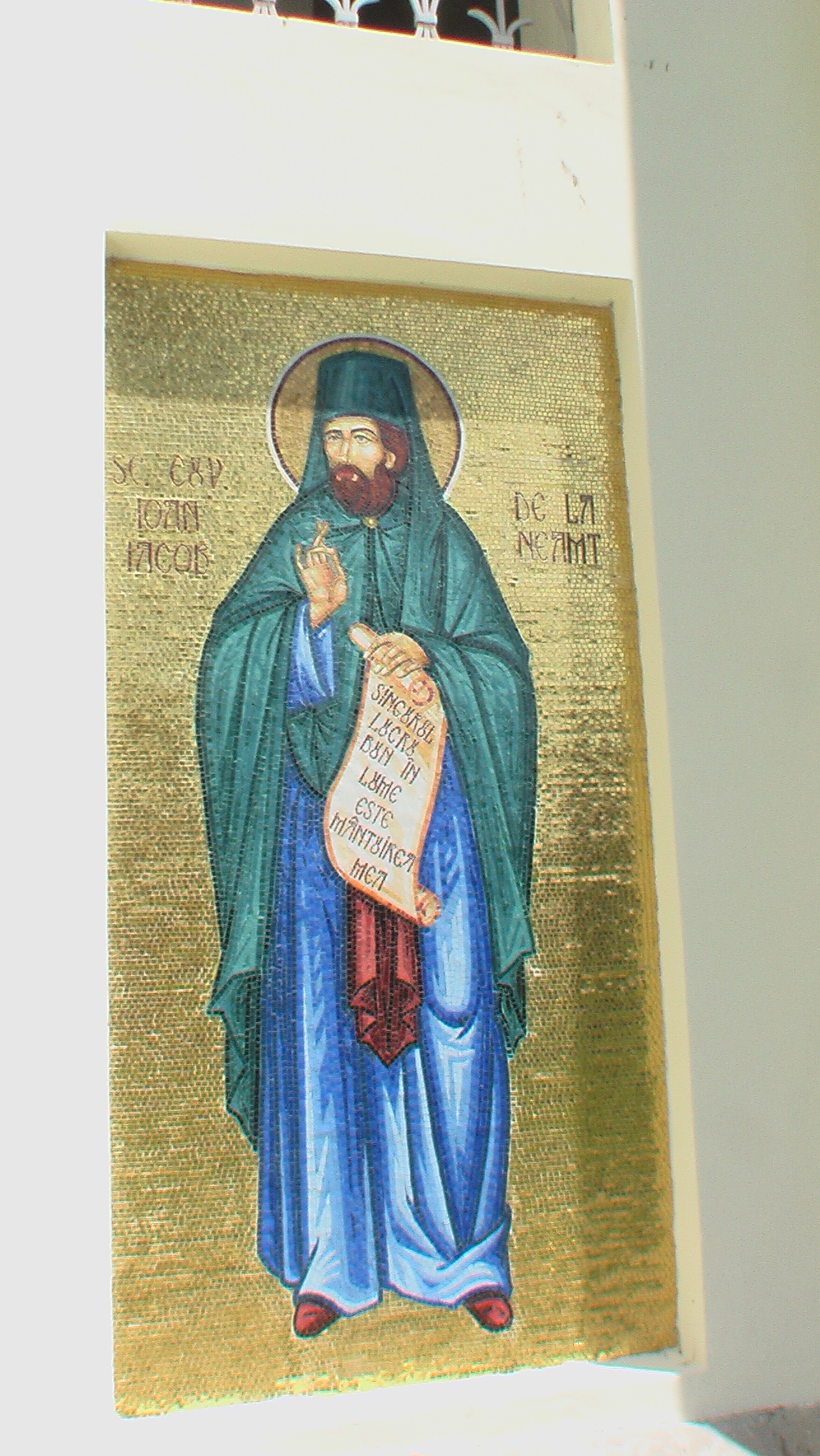
Ansicht 2012